# セルリアン/Silent Trigger
「セルリアン/Silent Trigger」（セルリアン/サイレント・トリガー）は、BACK-ONの15枚目のシングル。2014年12月17日にcutting edgeから発売された。

## 概要
前作「Departure/STRIKE BACK」に続くバンド史上5作目となる両A面シングル。1曲目の「セルリアン」は、テレビ東京系アニメ『ガンダムビルドファイターズトライ』オープニングテーマ、2曲目の「Silent Trigger」はPS3/PS VITA用ゲーム『ガンダムブレイカー2』オープニングテーマにそれぞれ起用された。なお『ガンダムビルドファイターズ』へのタイアップは、「ニブンノイチ」「wimp ft. Lil' Fang (from FAKY)」次いで3度目である。
通常盤、CD+DVD盤、CD+プラモデル盤の3形態でのリリース。プラモデルは、「HG 1/144 グフR35 プラフスキーパーティクルクリア Ver.」が付属。また、3形態ともに、『ガンダムブレイカー2』で使用可能となる「HGグフ」と「HGグフカスタム」のパーツデータ一式が入手できるプロダクトコードが封入。
BACK-ON名義では、今作で初のオリコン週間ランキングトップ10入りを果たした。

## 収録内容

### CD
- 全作詞・作曲・編曲：BACK-ON

1. セルリアン
2. Silent Trigger
3. セルリアン (instrumental)
4. Silent Trigger (instrumental)

### 初回盤付属DVD
1. セルリアン (Music Clip)
2. ニブンノイチ (Live)
3. with you (Live)

## 収録アルバム
1. セルリアン
  - 『PACK OF THE FUTURE』
  - 『AWESOME BEST』
  - 『BACK-ONアニゲーソングコレクションアルバム』

『「ガンダムビルドシリーズ」10周年 BEST Collection』
2. Silent Trigger
  - 『PACK OF THE FUTURE』
  - 『AWESOME BEST』
  - 『BACK-ONアニゲーソングコレクションアルバム』